# Морин, Эмануэль
Эмануэль Морин (фр. Emmanuel Morin); (род. 13 марта 1995, Машкуль) — французский профессиональный шоссейный велогонщик, выступающий за команду мирового тура «Cofidis».

## Достижения
2018
1-й Route bretonne
1-й Manche-Atlantique
1-й Boucles guégonnaises
1-й — Этап 4 Tour Nivernais Morvan
2020
3-й Тропикале Амисса Бонго — Генеральная классификация